# 송수우
니나(NINA, 본명: 송수우, 한국 한자: 宋秀雨, 2003년 10월 3일~)는 대한민국의 가수이다.
Mnet의 오디션 예능 서바이벌 《캡틴》에 출연하여 우승한 것을 계기로 웨이크원에 캐스팅되었다. 2022년 2월, 디지털 싱글 "Love Me or Hate Me"를 발표하며 솔로 가수로 데뷔했다.

## 생애
송수우는 2003년 출생으로, 그는 초등학생 시절, 부모의 추천으로 판소리를 시작하였고, 국악에 재능을 보이면서부터 음악에 관심을 갖게 되었다. 예체능 계열 고등학교 진학을 앞두던 중, 훗날의 송수우의 모교이기도 한 리라아트고등학교의 한 밴드부 공연을 우연찮게 보게 되었고, 결국에는 그것을 계기로 하여금, 실용음악쪽으로 노선을 변경한 것으로 알려졌다. 송수우는 아티스트로서 앞으로의 활동을 밴드 보컬 방향으로 잡을 계획인 것으로 알려졌다. 한 대형 기획사에서 러브콜도 받은 것으로 알려졌지만, 《캡틴》의 우승 조건에 따라 웨이크원 엔터테인먼트와 전속 계약을 체결하고, 이윽고 리라아트고등학교를 졸업한 이후 2022년 2월, 디지털 싱글 "Love Me or Hate Me"를 발매하며 정식 아티스트의 첫 발을 내디뎠다.
한편 2022년 4월, 송수우는 자신의 소셜미디어 계정을 통해 웨이크원과 전속 계약이 종료되었음을 알렸다.

## 학력
- 리라아트고등학교 영상음악콘텐츠과 (졸업)
- 신월중학교 (졸업)

## 음반 목록
송수우는 2022년 기준으로, 디지털 싱글 1장에 대하여 발매한 바 있다.

### 싱글

#### 디지털 싱글
| # | 앨범 정보                                                      | 트랙 리스트                                             |
| - | -------------------------------------------------------------- | ------------------------------------------------------- |
| 1 | Love Me or Hate Me - 발매일: 2022년 2월 3일 - 레이블: 웨이크원 | - 1. Love Me or Hate Me - 2. Love Me or Hate Me (Inst.) |

### 뮤직 비디오
| 연도 | 아티스트 | 음원               | 비고        |
| ---- | -------- | ------------------ | ----------- |
| 2022 | 송수우   | Love Me or Hate Me | 디지털 싱글 |

### 기타 참여
| 연도 | 음원         | 음반      | 아티스트     | 참여 | 비고 |
| ---- | ------------ | --------- | ------------ | ---- | ---- |
| 2021 | 들꽃이었더니 | 캡틴 TOP7 | V/A (송수우) | 가창 |      |

## 음반 외 활동 목록

### 방송
| 연도 | 방송사 | 제목 | 날짜                      | 역할   | 비고       |
| ---- | ------ | ---- | ------------------------- | ------ | ---------- |
| 2020 | Mnet   | 캡틴 | 11월 19일~2021년 1월 21일 | 참가자 | 1위 (우승) |

#### 온라인 미디어
다음은 송수우가 출연한 모바일·OTT 미디어 프로그램이다.
| 연도 | 채널               | 제목              | 날짜    | 역할   | 비고 |
| ---- | ------------------ | ----------------- | ------- | ------ | ---- |
| 2022 | It's Live (유튜브) | Band Live Concert | 3월 8일 | 뮤지션 |      |